# St. Dionysius (Bentfeld)

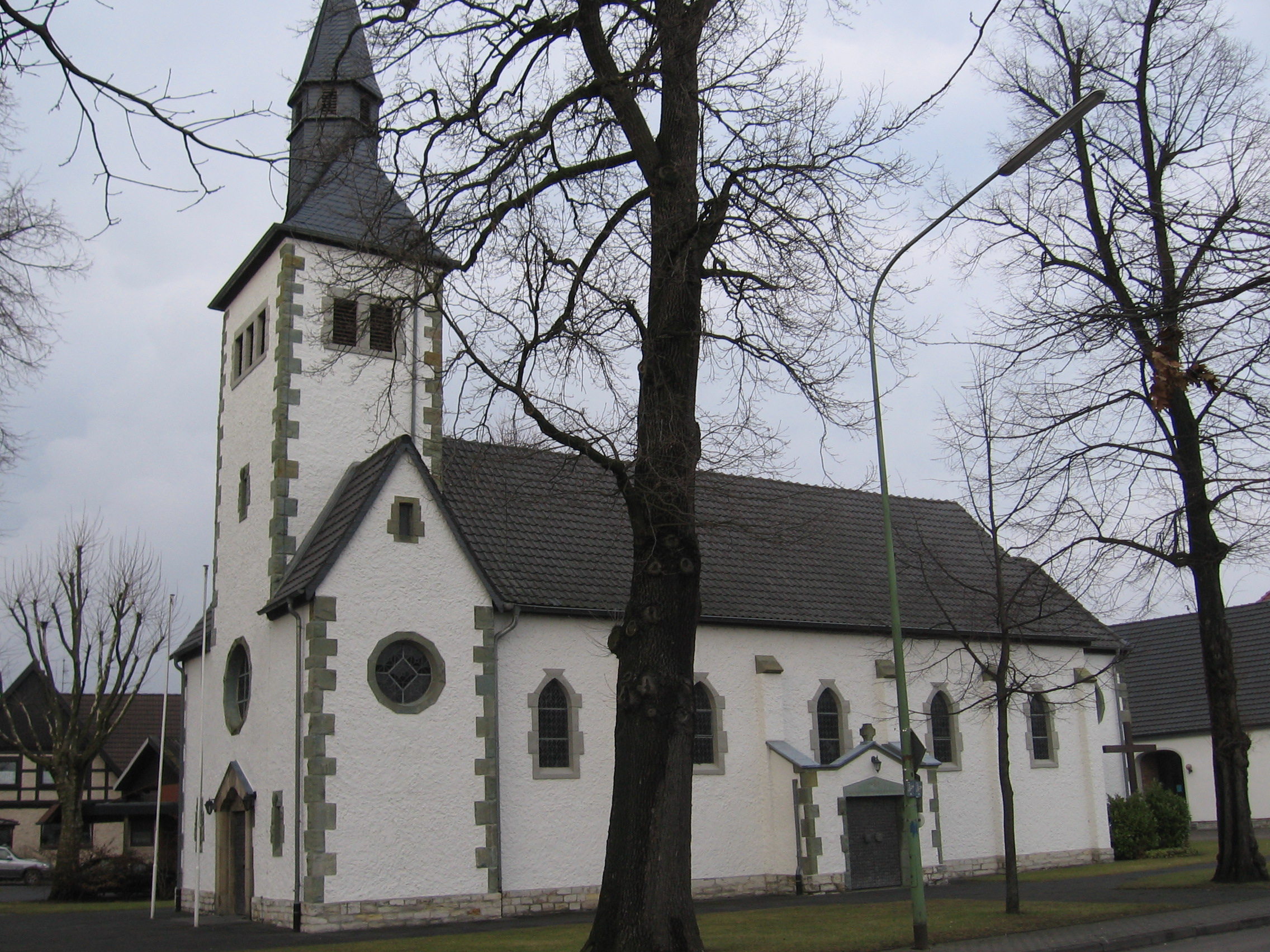
St. Dionysius in Delbrück-Bentfeld

St. Dionysius ist eine römisch-katholische Pfarrkirche im Delbrücker Ortsteil Bentfeld im Kreis Paderborn, Nordrhein-Westfalen. Kirche und Gemeinde gehören zum Pastoralverbund Delbrück-Hövelhof im Dekanat Büren-Delbrück des Erzbistums Paderborn.

## Geschichte
Über das erste Gotteshaus in Bentfeld ist nichts bekannt. In der Zeit von 1650 bis 1661 wird eine Kapelle erwähnt, die zwischen dem heutigen Pfarrheim und dem Hof Scherf gestanden hat. Ihre Schutzpatrone waren Petrus und Paulus.
1779 wurde der Gemeinde erlaubt im Winter in der Kapelle in Bentfeld an Sonn- und Feiertagen Gottesdienst halten zu dürfen. Zu den übrigen Zeiten wurden die Heiligen Messen in der Mutterpfarrei St. Landolinus in Boke gelesen.
Ab 1851 wohnte ein Vikar in Bentfeld, dessen Unterhalt von der politischen Gemeinde in Bentfeld bezahlt wurde. Ab 1865 wurde die Gemeinde von den Franziskanern in Paderborn betreut. 1872 verließen die Ordensbrüder infolge des Kulturkampfes das Kloster in Paderborn. Erst 1887 feierte wieder ein Franziskaner aus Paderborn am Hochfest Allerheiligen eine Heilige Messe.
1888 wurde der Neubau einer Kapelle beschlossen. Das Baumaterial wurde kostenlos bereitgestellt und die Gemeindemitglieder halfen beim Bau mit. Am 9. Oktober des Jahres, dem Fest des heiligen Dionysios, wurde die Kapelle von Pfarrer Sagemüller aus Boke konsekriert. Zur Einweihung wurden die Inneneinrichtung, vier Messgewänder und die Vasa sacra gestiftet. 1898 bekam die Kapelle eine Orgel, einen Kreuzweg und eine Kanzel. Die jungen Männer der Gemeinde stifteten eine Statue des hl. Josef. Am 20. Mai 1915 wurde ein gestifteter Tabernakel aufgestellt, der bis 1955 in der Kirche blieb. 1923 wurde die Kirche erweitert und 1926 ausgemalt. 1927 wurde der Friedhof angelegt; zuvor waren die Begräbnisstätten in Boke. 1928 wurde der Seitenaltäre aufgestellt und 1931 erhielt die Kapelle ein neues Geläut mit drei Glocken. Die beiden größten Glocken wurden am 6. April 1942 zu Rüstungszwecken eingeholt.
1941 wurde der für Bentfeld zuständige Franziskaner zum Kriegsdienst eingezogen, die Gottesdienste hielt nun der Vikar von Boke. 1946 kehrte der Pater zurück und führte die bis heute übliche Fronleichnamsprozession ein.
Zwischen 1947 und 1967 erhielt die Kirche etliche Erneuerungen und Renovierungen. 1972 erwarb die Gemeinde 24 Kirchenbänke aus einer Altenheimkapelle in Wiedenbrück. 1973 bis 1974 wurde die Kirche abermals renoviert. Am 12. Oktober 1975 konsekrierte Weihbischof Friedrich Maria Rintelen den Altar der Kirche und ließ dort Reliquien des Heiligen Zeno ein. Am 18. Mai 1977 spendete Weihbischof Paul Nordhues erstmals das Sakrament der Firmung in Bentfeld.

## Ausstattung

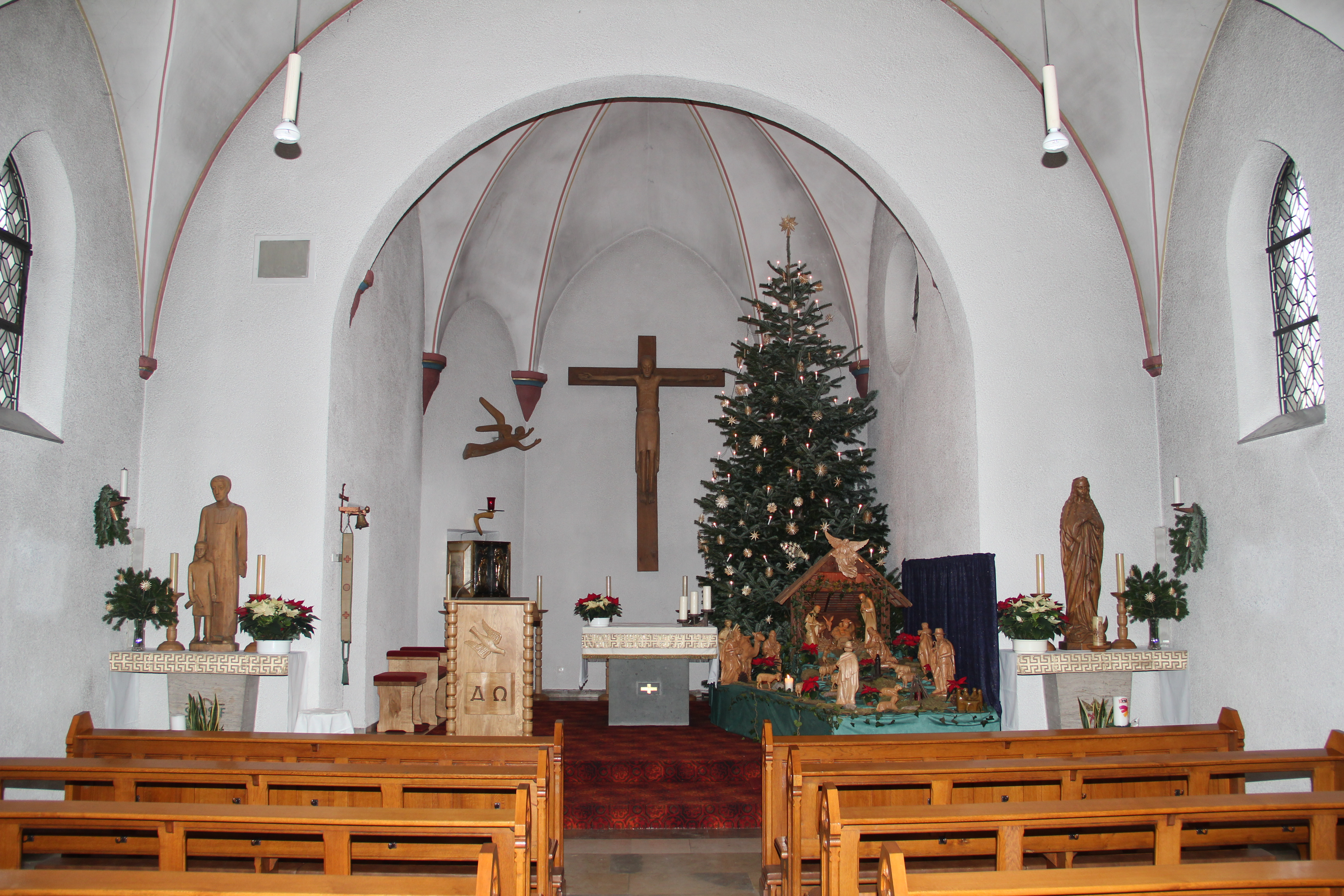
Innenraum der Sankt-Dionysius-Kirche in Bentfeld

Aus der ersten Kapelle sind zwei hölzerne Statuen der Apostel Petrus und Paulus erhalten, die heute vor dem Turmpfeiler am Haupteingang stehen. Ebenfalls sind ein Kirchturmhahn mit der Jahreszahl 1658 und die kleinste der ehemals drei Glocken vorhanden. Diese hat die Inschrift SANCTA MARIA ORA PRO NOBIS ANNO MDCLV (Heilige Maria, bitte für uns! Im Jahre 1655) und befindet sich seit 1966 in der Friedhofskapelle.
1955 erhielt die Kirche einen neuen Tabernakel. Das Kriegerdenkmal wurde im November 1957 aufgestellt.

### Glocken
Im Turm der Kirche befinden sich heute drei Glocken:
- St. Dionysius (21. Februar 1949, 450 kg)
- St. Josef (11. Februar 1949, 300 kg)
- St. Petrus und Paulus (1967)